# 確定拠出年金法
確定拠出年金法（かくていきょしゅつねんきんほう、平成13年6月29日法律第88号）は、少子高齢化の進展、高齢期の生活の多様化等の社会経済情勢の変化にかんがみ、個人または事業主が拠出した資金を個人が自己の責任において運用の指図を行い、高齢期においてその結果に基づいた給付を受けることができるようにするため、確定拠出年金について必要な事項を定め、国民の高齢期における所得の確保に係る自主的な努力を支援し、もって公的年金の給付と相まって国民の生活の安定と福祉の向上に寄与することに関する日本の法律である。

## 構成
- 第1章 総則（第1条・第2条）
- 第2章 企業型年金
  - 第1節 企業型年金の開始
    - 第1款 企業型年金規約（第3条 - 第6条）
    - 第2款 運営管理業務の委託等（第7条・第8条）

  - 第2節 企業型年金加入者等（第9条 - 第18条）
  - 第3節 掛金（第19条 - 第21条の3）
  - 第4節 運用（第22条 - 第27条）
  - 第5節 給付
    - 第1款 通則（第28条 - 第32条）
    - 第2款 老齢給付金（第33条 - 第36条）
    - 第3款 障害給付金（第37条 - 第39条）
    - 第4款 死亡一時金（第40条 - 第42条）

  - 第6節 事業主等の行為準則（第43条・第44条）
  - 第7節 企業型年金の終了（第45条 - 第48条）
  - 第8節　雑則（第48条の2 - 第54条の3）
- 第3章 個人型年金
  - 第1節 個人型年金の開始
    - 第1款 個人型年金規約（第55条 - 第59条）
    - 第2款 運営管理業務の委託等（第60条・第61条）

  - 第2節 個人型年金加入者等（第62条 - 第67条）
  - 第3節 掛金（第68条 - 第71条）
  - 第4節 個人型年金の終了（第72条）
  - 第5節 企業型年金に係る規定の準用（第73条・第73条の2）
  - 第6節 雑則（第74条 - 第79条）
- 第4章 個人別管理資産の移換（第80条 - 第85条）
- 第5章 確定拠出年金についての税制上の措置等（第86条・第87条）
- 第6章 確定拠出年金運営管理機関
  - 第1節 登録（第88条 - 第93条）
  - 第2節 業務（第94条 - 第100条）
  - 第3節 監督（第101条 - 第107条）
  - 第4節 雑則（第108条・第109条）
- 第7章 雑則（第110条 - 第117条）
- 第8章 罰則（第118条 - 第124条）
- 附則